# Penthorum
Penthorum, maleni biljni rod smješten u vlastitu porodicu Penthoraceae, dio reda kamenikolike. Postoje dvije vrste, jedna u istočnoj Rusiji, Koreji i Japanu (P. chinense), i druga na istoku i srednjem zapadu Sjedinjenih država (P. sedoides)

## Opis
Penthorum je rod dviju vrsta višegodišnjih biljaka porijeklom iz istočne Azije i istočne Sjeverne Amerike. Rod se tretira kao vlastita porodica, Penthoraceae. Obje vrste imaju podzemne stabljike, nazubljene listove i jednostrane cvjetne grozdove na vrhovima grana. “Virginijski žednjak” (Penthorum sedoides) naraste do oko 60 cm (2 stope) u visinu. Ima blijedo zelenkasto žute cvjetove i blijedozeleno lišće koje postaje svijetlo narančasto dok sazrijeva. Ova vrsta sadi se kao ukras uz rubove bazena ili u plićacima. “Orijentalni žednjak” (P. chinense) doseže visinu do 90 cm (35 inča) i širi se rizomima.

## Vrste
1. Penthorum chinense Pursh
2. Penthorum sedoides L.